# Al-Mufaddal
Al-Muffadal, de son nom complet al-Mufaḍḍal Ibn Muḥammad Ibn Yaʿlâ Ibn ʿÂmir Ibn Sâlim Ibn Rammâl al-Ḍabbî (arabe : المفضل بن محمد بن يعلى بن عامر بن سالم بن رمال الضبي) est un « grand transmetteur » et un philologue arabe de Kufa né probablement au début du VIIIe siècle et mort dans les années 780. 

## Les Mufaddaliyyât
Les Mufaddaliyyât (Les poèmes choisis de Mufaddal) est son œuvre la plus connue. Il s'agit d'une anthologie de la poésie ancienne, généralement jugée d'une grande fiabilité, qu'il aurait compilée à l'attention de son élève, le futur calife abbasside al-Mahdi. Les Mufaddaliyyât contiennent 126 qasidas, de 67 poètes différents. La majorité d'entre eux sont jâhilites ou mukhadramûn (qui ont vécu entre la Jâhiliyya et l'Islam). La plupart des poèmes sont longs, voire complets, au contraire de l'anthologie d'Abou Tammam, la Hamâsa, qui ne présentent que des fragments de l'ancienne poésie. De plus, ils font souvent référence à leur contexte historique, ce qui permet aux érudits de les situer dans le temps. On considère ainsi que le plus ancien poème du recueil serait l'œuvre de Murakkish l'Ancien, et daterait de la première décennie du VIe siècle. Le poème qui ouvre l'anthologie de Mufaddal est une qasida de Ta'abbata Charran.